# Melania De Nichilo Rizzoli
Melania De Nichilo Rizzoli (Roma, 31 maggio 1956) è un medico, scrittrice e politica italiana.

## Biografia
Si è laureata in medicina e chirurgia presso l'Università degli Studi di Roma "La Sapienza" nel 1980, specializzandosi in Medicina Interna presso lo stesso Ateneo nel 1985. Si è a lungo occupata, durante la sua attività di medico chirurgo, di oncologia e di malattie metaboliche.
È stata la moglie dell'imprenditore Angelo Rizzoli dal 1991 al 2013, anno della sua morte. La coppia ha avuto due figli, Arrigo (nato nel 1991) e Alberto (nato nel 1993). Nel 2000 ha presentato Mara Venier, la sua migliore amica, all'imprenditore Nicola Carraro, cugino del marito. I due si sono sposati nel 2006.
È stata vice-presidente dell'Associazione italiana contro le leucemie-linfomi e mieloma. Fa parte dal 2014 della Fondazione Italia USA.

## Carriera politica
Nel 2008 si candida alle elezioni politiche con il Popolo della Libertà nella circoscrizione Lazio 1, e viene eletta deputata. Dal 22 maggio 2008 al 14 marzo 2013 ha fatto parte della Commissione Affari Sociali e, dal 24 marzo 2009 al 14 marzo 2013, della Commissione parlamentare di inchiesta sugli errori in campo sanitario e sulle cause dei disavanzi sanitari regionali.
Nel 2014 si candida alle Elezioni europee con Forza Italia nella Circoscrizione Italia centrale ma, nonostante 5 619 voti, non viene eletta.
Alle elezioni politiche del 2018 viene ricandidata alla Camera dei Deputati nel collegio plurinominale Liguria - 01 (Liguria ponente), ma non viene eletta. Il 29 marzo dello stesso anno viene nominata dal neopresidente della Regione Lombardia, Attilio Fontana, assessore regionale all’Istruzione, alla Formazione e al Lavoro.
Alle elezioni politiche anticipate del 25 settembre 2022 viene candidata per la Camera dei deputati nei collegi plurinominali Lombardia 2 - 01 (in terza posizione) e Lombardia 2 - 02 (in seconda posizione), ma anche in questo caso non viene eletta. 
Dal 13 gennaio 2023, a legislatura quasi conclusa, le sono conferite anche le deleghe di Vicepresidente della Giunta Regionale, sostituendo il deputato Fabrizio Sala, anche egli di Forza Italia. Con la seconda giunta Fontana, formatasi in seguito alle elezioni regionali di febbraio (alle quali la Rizzoli non partecipa), termina l'incarico in giunta.

## Scrittrice
Nel 2008 è autrice del saggio Perché proprio a me? Come ho vinto la mia battaglia per la vita, con la prefazione del professor Umberto Veronesi.
Nel 2009 è autrice del libro Se lo riconosci lo eviti. Con taglio divulgativo ma con la solidità del medico, illustra le diverse patologie neoplastiche che possono insorgere, indagandone i sintomi e le possibili diagnosi e terapie. Il libro nasce dalla personale esperienza dell'autrice, come paziente e come medico, che la induce a credere nel valore della prevenzione e della conoscenza. Lo fa utilizzando anche le analoghe esperienze di personaggi famosi del mondo dello spettacolo e della politica.
Nel 2012 è autrice del libro Detenuti, in cui racconta la vita quotidiana dei reclusi. Il suo viaggio parte delle vicende narrate da ex detenuti celebri (da Adriano Sofri a Franco Califano, da Francesca Mambro a Sergio D'Elia) e prosegue con le testimonianze di condannati in via definitiva o in attesa di giudizio nelle varie carceri italiane, da Nord a Sud.

## Opere
- Perché proprio a me? Come ho vinto la mia battaglia per la vita, prefazione di Umberto Veronesi, introduzione di Camilla Baresani, Sperling & Kupfer, 2008, ISBN 978-88-200-4565-4.
- Se lo riconosci lo eviti, prefazione di Umberto Veronesi, Sperling & Kupfer, 2009, ISBN 978-88-200-4790-0.
- Detenuti, prefazione di Luigi Manconi, Sperling & Kupfer, 2012, ISBN 978-88-200-5139-6.

### Annotazioni
1. ↑  Melania Rizzoli non ricopre più il ruolo di Vice Presidente AIL. Attualmente a ricoprire tale carica sono Sergio Amadori e Marco Vignetti.[2]

### Fonti
1. ↑  Nicola Carraro, Alberto Rizzoli, Rizzoli. La vera storia di una grande famiglia italiana, Milano, Mondadori, pp. 139-141.
2. ↑   La struttura organizzativa di AIL, su ail.it. URL consultato il 30 gennaio 2018 (archiviato dall'url originale il 10 luglio 2017).
3. ↑   Regione Lombardia, Melania Rizzoli: "Io scelta da Silvio. Il merito conta", su milano.corriere.it, 5 aprile 2018. URL consultato il 5 aprile 2018 (archiviato dall'url originale il 6 aprile 2018).